# Puck Koper
Puck Koper (Rotterdam, 1990) is een Nederlandse illustrator en schrijfster.
Koper studeerde illustratie aan de Willem de Kooning Academie in Rotterdam waarna ze aan de slag ging als decorschilder voor het Nationale Theater. In 2017 begon zij haar master aan de Cambridge School of Art waar ze cum laude afstudeerde. Haar in Engeland verschenen debuut, Where Is Your Sister? (Uitgeverij Two Hoots) werd meteen bekroond met de Bologna Ragazzi Opera Prima Award,, stond onder meer op de shortlist van de Klaus Flugge Prize en werd in 8 verschillende talen uitgegeven. In Nederland ontving ze de Fiep Westendorp Stimuleringsprijs ,, en ontving voor haar boek Water is voor vissen een Zilveren Penseel.  
Koper woont en werkt in Rotterdam.

## Bologna Ragazzi Opera Prima Award 2020
In 2020 won Koper met haar boek Where is your sister? de Bologna Ragazzi Opera Prima Award. De internationale prijs voor het best debuterende kinderboek in de wereld.
"Een geanimeerd, grappig kinderboek gedestilleerd tot schone lijnen, gelimiteerd vlak pallet, geometrische vormen waar in overvolle pagina's de lezers worden aangemoedigd om te zoeken en vinden, terwijl een kind weg raakt van haar moeder en zusje in een warenhuis, en uiteindelijk taart verdiend. Spelend met de universele angst van kwijtraken."

## Prijzen
- 2011 - Winnaar - Who am I
- 2013 - Shortlist - Fiep Westendorp Stimuleringsprijs
- 2015 - Finalist - Boekie Boekie StArt Award
- 2016 - Highly commended - Beatrix Potter Reimagined LICAF voor The tale of two bad mice
- 2016 - Winnaar - Studibeurs Cultuurfonds
- 2017 - Finalist "Distinction" - Nami Concours voor The Lift
- 2019 - Winnaar - Fiep Westendorp Stimuleringsprijs
- 2019 - Finalist - Golden Pinwheel Illustration Awards voor Where is your sister
- 2020 - Winnaar - Bologna Ragazzi Opera Prima Award voor Where is your sister
- 2020 - Shortlist - Klaus Flugge Prize voor Where is your sister
- 2020 - Shortlist - World Illustration Awards voor Where is your sister
- 2021 - Winnaar - BCBF Image of the Book voor Giulietta e Federico (auteur: Federica Iacobelli)
- 2023 - Biennial of Illustrations Bratislava (BIB) voor Water is voor vissen
- 2024 - Winnaar - Award for Excellence, Bologna children's bookfair (BCBF)  voor Water is voor vissen.
- 2024 - Boekenbingo voor Water is voor vissen.
- 2024 - Zilveren Penseel voor Water is voor vissen.
- 2024 - Hiiibrand awards 2023 voor Water is voor vissen.
- 2025 - Shortlist - Il Premio Strega Ragazze e Ragazzi voor Water is voor vissen

## Exposities
- 2011 - Who am I met serie zelfportretten - Boston, Parijs, Rotterdam
- 2016 - Beatrix Potter Reimagined LICAF voor The tale of two bad mice - Lake District, UK
- 2016 - Paper Dolls Diversity UK - London, Cambridge Devin
- 2017 - Nami Concours voor The Lift - Korea
- 2019 - Golden Pinwheel Illustration Awards met Where is your sister - China
- 2020 - World Illustration Awards met Where is your sister - Londen
- 2020 - Cineteca di Bologna met Giulietta e Federico - Italië
- 2022 - Expositie 15 jaar Fiep Westendorp met een overzicht van werk - Amsterdam
- 2023 - Biennial of Illustrations Bratislava (BIB) met Water is voor vissen
- 2024 / 2025 - BCBF Illustrators Exhibition met Water is voor vissen - Italië, Japan, Korea, China
- 2024 / 2025 - Literatuurmuseum met Water is voor vissen - Den Haag[14]
- 2024 / 2025 - Illustratieambassade met Water is voor vissen - Assen, Barendrecht, Didam, Hoofddorp, Schiedam, Deventer, Arnhem, Woudrichem, Uden, Delft, Amersfoort, Amsterdam.